# Johnson & Johnson
Johnson & Johnson é uma empresa americana fundada em 1886, especializada na produção de farmacêuticos, utensílios médicos e produtos pessoais de higiene. Suas ações fazem parte da lista industrial de Dow Jones. A sede da empresa localiza-se em Nova Brunswick, Nova Jersey, Estados Unidos. A divisão de consumidores situa-se em Skillman, também em Nova Jersey. A empresa tem aproximadamente 200 subsidiárias operando em mais de 90 países, e seus produtos são vendidos em mais de 175 países do mundo.
Em fevereiro de 2021, ela foi uma das pioneiras (a 10ª empresa) a ter uma vacina contra a covid-19, desenvolvida por sua farmacêutica Janssen, liberada para uso emergencial nos Estados Unidos.
Em 2022, a empresa figurou na centésima-sétima posição no ranking que reúne as 500 maiores empresas do mundo, da Revista Fortune.

## História
A empresa foi fundada em 1886 pelo farmacêutico Robert Wood em parceria com seus irmãos mais novos, Edward Mead e James Wood, e atualmente emprega mais de 130.000 funcionários em todo o mundo.
Em 1961, a Janssen Farmacêutica uniu-se à empresa. 
Em 8 de outubro de 2009 a empresa anunciou a venda da marca de preservativos Jontex para a Hypermarcas.
Em fevereiro de 2021, foi uma das pioneiras (a 10ª empresa) a ter uma vacina covid-19 (Ad26.COV2.S), desenvolvida por sua farmacêutica Janssen, liberada para uso emergencial.

### A empresa no Brasil
No Brasil iniciou suas operações em 1933, no bairro da Mooca, em São Paulo (SP). Atualmente, o complexo industrial localizado em São José dos Campos (SP) é o maior da empresa no mundo.
Em 1934, a empresa introduziu no país o primeiro absorvente descartável do mercado, o Modess, que revolucionou a higiene íntima da mulher brasileira. Além disto, algumas das marcas da Johnson & Johnson são muito conhecidas no país, como a Band-Aid (curativo) e a Tylenol (remédio).

### Polêmicas
Em 2011, a Johnson & Johnson foi acusada por ativistas de fabricar sua linha de xampus para bebês com quaternium-15 e dioxane, substâncias que podem causar câncer.
Em 2018, uma investigação da Polícia Federal do Brasil revelou que entidades da empresa relacionadas aos produtos médicos participavam, durante o período de 1996 a 2017 no país, de um esquema batizado de "clube do pregão internacional" incluindo outras empresas, com o objetivo de acumular vantagens ilícitas através do pagamento de propinas à classe política fluminense condenada.

## Produtos
A J&J possui diversos produtos de marcas famosas, entre eles: 
- Acuvue
- Band-Aid
- Carefree
- Cotonetes
- Desitin
- Hipoglós
- Johnson's
- Johnson's Baby
- Listerine
- Neutrogena
- o.b. (coletores menstruales, tampãos, absorventes)
- Sempre Livre (absorventes)
- Sundown
- Tylenol

### Suprimentos médicos
Através da Johnson & Johnson Medical Devices Companies, a empresa produz facilidades tecnológicas nas áreas de ortopedia, visão e em soluções intervencionistas de cirurgia.
No Brasil, a linha de produtos exclusiva para médicos e hospitais é comercializada sob a marca Cordis.

### Vacina contra covid-19
Em fevereiro de 2021, ela foi uma das pioneiras (a 10ª empresa) a ter uma vacina contra a covid-19, desenvolvida por sua farmacêutica Janssen, liberada para uso emergencial nos Estados Unidos.
Ela foi uma das vacinas mais doadas para a África no contexto da iniciativa Covax.